# Kurt Nachod
Kurt Nachod (1890. március 8., Brünn – 1918. május 11., Olaszország) az Osztrák–Magyar Monarchia 5 légi győzelmet arató ászpilótája volt az első világháborúban.

## Élete
Kurt Nachod 1890. március 8-án született Brünnben, jómódú szudétanémet családban. A gimnáziumban kiválóan tanult, anyanyelvén túl megtanult csehül, angolul, franciául és spanyolul. Még 1914 előtt letöltötte sorkatonai szolgálatát, de a világháború kitörésekor önként jelentkezett a hadseregbe és mivel nagy rajongója és szakértője volt az automobiloknak, a K.u.K. autócsapatba kérte magát. Egy darabig a saját autójával szállította a főtiszteket a szerb fronton. 1915-ben a Léghajós részleghez került, szeptemberre befejezte a bécsújhelyi megfigyelőtiszti tanfolyamot, októberben pedig az orosz frontra, a 10. repülőszázadhoz irányították. 1916 elején átkerült az akkor felállított 20. repülőszázadhoz.
1916. május 31-én aratta első légi győzelmét, Klevany mellett lelőtt egy orosz kétüléses Farman gépet. Július 3-án Szofjevka térségében egy újabb Farmannal keveredett harcba, de a géppuskája elakadt. Nachod a karabélyával lövöldözött tovább és szerencsés találatát követően az orosz gép kényszerleszállást hajtott végre. Szeptember 20-án Minár Gyula pilóta mellett újabb, ismeretlen típusú orosz gépet kényszerített a földre. 1917. január 5-én Luck légterében egy Nieuport és egy kétüléses Farman fölött győzedelmeskedett, és így megszerezte negyedik és ötödik igazolt győzelmét. 1917 nyarán átvezényelték az olasz frontra, ahol megtanult repülőgépet vezetni és megszerezte a tábori pilóta minősítést.
1918. május 9-én Hansa-Brandenburg C.I típusú gépével az éjjeli leszállást gyakorolta és lezuhant. Olyan súlyosan megsérült, hogy két nappal később a kórházban meghalt. 

## Kitüntetései
- Vaskoronarend III. osztály a hadidíszítménnyel és kardokkal
- Katonai Érdemkereszt III. osztály hadidíszítménnyel és kardokkal
- Ezüst Katonai Érdemérem hadiszalagon, kardokkal (kétszer)
- Bronz Katonai Érdemérem hadiszalagon, kardokkal
- Vaskereszt II. osztály

## Győzelmei
| Sorszám | Dátum                | Egység           | Repülőgép             | Ellenfél | Megjegyzés                                        |
| ------- | -------------------- | ---------------- | --------------------- | -------- | ------------------------------------------------- |
| 1       | 1916. május 31.      | 20. repülőszázad | Knoller-Albatros B.I  | Farman   | Mathias Taller-el, és Franz Zuzmann-al megosztva. |
| 2       | 1916. július 3.      | 20. repülőszázad | Knoller-Albatros B.I  | Farman   | -                                                 |
| 3       | 1916. szeptember 20. | 20. repülőszázad | Hansa-Brandenburg C.I | EA       | -                                                 |
| 4       | 1917. január 7.      | 20. repülőszázad | Hansa-Brandenburg C.I | Nieuport | -                                                 |
| 5       | 1917. január 7.      | 20. repülőszázad | Hansa-Brandenburg C.I | Farman   | Utolsó légi győzelme.                             |